# Ménétréols-sous-Vatan
Ménétréols-sous-Vatan là một xã ở tỉnh Indre khu vực trung bộ Pháp. Xã này có diện tích 27,83 km², dân số thời điểm năm 1999 là 124 người. Khu vực này có độ cao trung bình 211 mét trên mực nước biển.